# J. J. Abrams
Jeffrey Jacob Abrams (New York, 27 giugno 1966) è un regista, sceneggiatore, produttore cinematografico, produttore televisivo, compositore e occasionalmente attore statunitense.
È inoltre il fondatore della casa di produzione Bad Robot Productions e ha vinto un Emmy Award e un Golden Globe.
In ambito televisivo, Abrams è noto per essere il creatore della serie televisiva Alias e co-creatore delle serie Felicity (insieme a Matt Reeves), Lost (insieme a Jeffrey Lieber e Damon Lindelof) e Fringe (insieme ad Alex Kurtzman e Roberto Orci); è inoltre il produttore di varie serie televisive, tra le quali: Person of Interest (ideata da Jonathan Nolan) e Westworld - Dove tutto è concesso (ideata di nuovo da Jonathan Nolan con Lisa Joy), oltreché delle miniserie 22.11.63 e La storia di Lisey (entrambe tratte da un romanzo di Stephen King).
In ambito cinematografico, l'autore ha diretto Mission: Impossible III, il rilancio della serie cinematografica di Star Trek (dall'undicesimo al tredicesimo film), il film Super 8, e gli episodi settimo e nono di Guerre stellari. Abrams ha anche prodotto diversi film, tra cui: Cloverfield (diretto da Matt Reeves), Il buongiorno del mattino (diretto da Roger Michell) e Overlord (diretto da Julius Avery) .

## Biografia
J. J. Abrams è nato a New York ed è cresciuto a Los Angeles e ha scritto due libri. È il figlio del produttore televisivo Gerald W. Abrams e della produttrice esecutiva Carol. Ha origini ebree. Ha frequentato il Sarah Lawrence College.
Il primo lavoro di Abrams nel settore cinematografico fu scrivere a soli 16 anni la musica per il film Nighbeast del regista Don Dohler. Durante l'ultimo anno di college, scrisse con un amico un trattamento cinematografico, che fu acquistato dalla Touchstone Pictures e fu la base per Filofax - Un'agenda che vale un tesoro, il primo film prodotto da Abrams, con gli attori Charles Grodin e Jim Belushi. A seguire scrisse la sceneggiatura di A proposito di Henry, con Harrison Ford, e di Amore per sempre, con Mel Gibson.

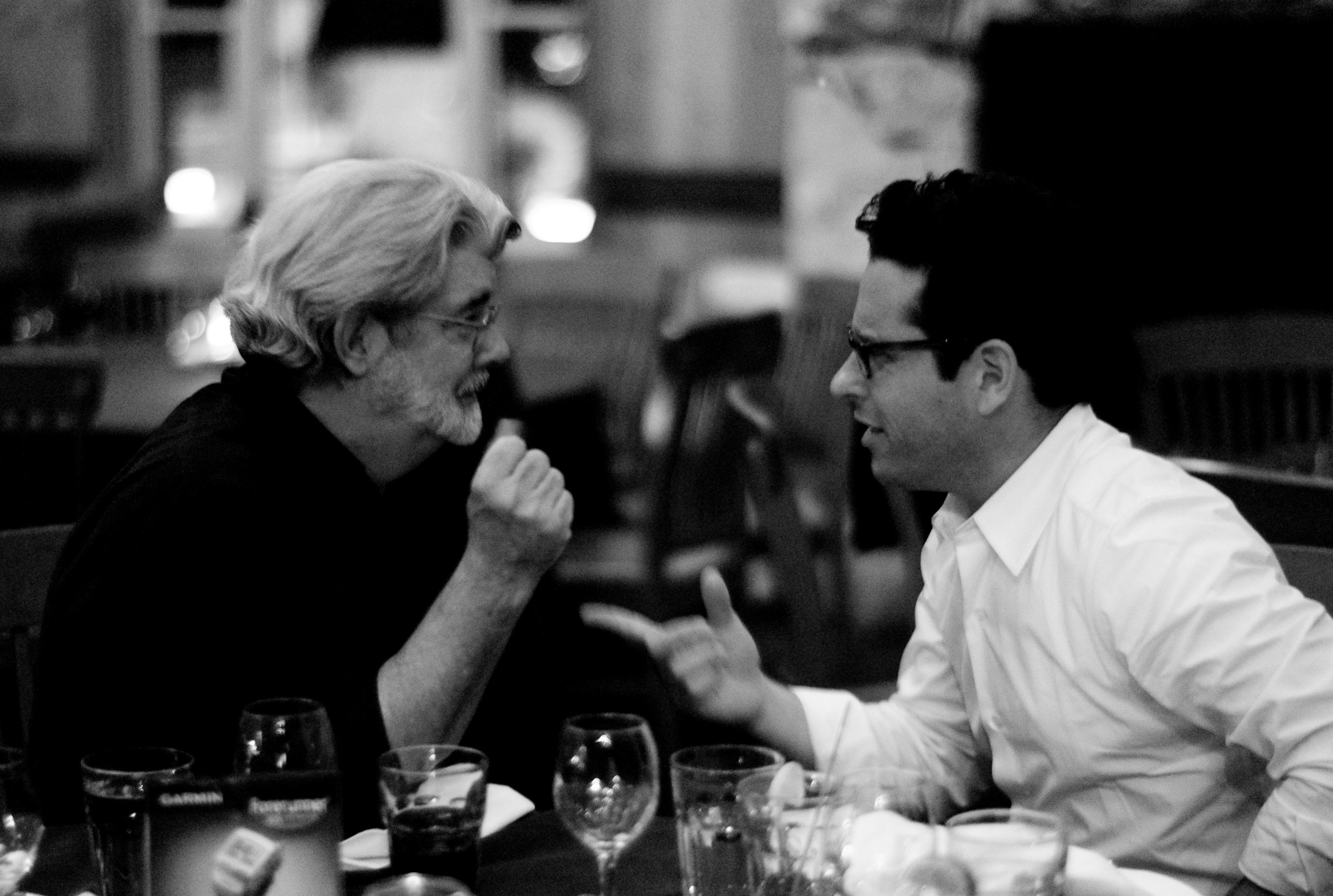
J. J. Abrams insieme a George Lucas (2007)

Abrams collaborò col produttore Jerry Bruckheimer e il regista Michael Bay per la realizzazione di Armageddon - Giudizio finale. Nello stesso anno, il 1998, iniziò la sua carriera televisiva co-creando (insieme al regista e sceneggiatore Matt Reeves di cui produrrà in seguito alcuni film) e producendo la serie Felicity, che andò in onda per quattro anni sul network The WB.
Con la sua casa di produzione, la Bad Robot fondata sempre nel 1998, Abrams diviene creatore e produttore esecutivo della serie Alias, che andò in onda sulla ABC per cinque stagioni, dal 2001 al 2006 e di cui Abrams ha diretto diversi episodi tra cui quello pilota. Sempre per la ABC, ha lavorato come produttore esecutivo di A proposito di Brian e Six Degrees - Sei gradi di separazione. Il lavoro di maggior successo arriva però con la regia e la sceneggiatura dell'episodio pilota doppio di Lost, di cui è co-ideatore. La serie è andata in onda, ancora una volta sulla ABC, dal 2004 al 2010, per un totale di sei stagioni. Sebbene Abrams abbia sempre partecipato alla direzione della serie, insieme a Damon Lindelof e Carlton Cuse, si è inoltre dedicato alla realizzazione di altre opere, sia cinematografiche che televisive.
Ha scritto la sceneggiatura per un possibile nuovo film sulla figura di Superman, Superman: Flyby e ha partecipato alla stesura di quella del film Radio Killer. Debutta come regista cinematografico nel 2006 col film Mission: Impossible III, di cui è anche co-sceneggiatore, con l'attore Tom Cruise e nel 2009 dirige il film blockbuster fantascientifico Star Trek (che produce con l'amico e collega Damon Lindelof), riscuotendo in entrambi i casi, soprattutto nel secondo, un buon successo di critica e pubblico. Scrive e produce anche un adattamento della serie di romanzi La torre nera di Stephen King.
Nel 2011 con la co-produzione di Steven Spielberg, Abrams dà vita al fantascientifico Super 8, di cui è regista, sceneggiatore e co-produttore, che si rivela un nuovo successo di critica e di pubblico con quasi 260 milioni di dollari incassati in tutto il mondo a fronte di un costo di 50 milioni di dollari.
Il suo film successivo, del 2013, è Into Darkness - Star Trek, sequel del film del 2009 precedentemente diretto da Abrams, che riesce anche a guadagnare al botteghino più del precedente con un incasso mondiale totale di oltre 467 milioni di dollari. Nel gennaio dello stesso anno viene scelto dalla Walt Disney Pictures e dalla Lucasfilm per un nuovo capitolo della saga di Guerre stellari creata da George Lucas che co-sceneggia insieme a Lawrence Kasdan e dirige con il titolo Star Wars - Il risveglio della Forza, uscito il 16 dicembre 2015.
A settembre 2017 viene annunciato che scriverà e dirigerà Star Wars - L'ascesa di Skywalker, capitolo conclusivo della trilogia sequel di Guerre stellari.
Nell'aprile 2020 la piattaforma di streaming HBO Max annuncia che la Bad Robot di Abrams si occuperà di adattare il fumetto della Justice League Dark, Overlook (spinoff di Shining) e Duster, scritta con LaToya Morgan.
Abrams è anche occasionalmente compositore avendo creato temi musicali per le serie televisive Undercovers, Person of Interest, Alcatraz, Revolution e Almost Human oltre ad aver composto le sigle di Alias, Felicity, Fringe e Lost.

## Vita privata

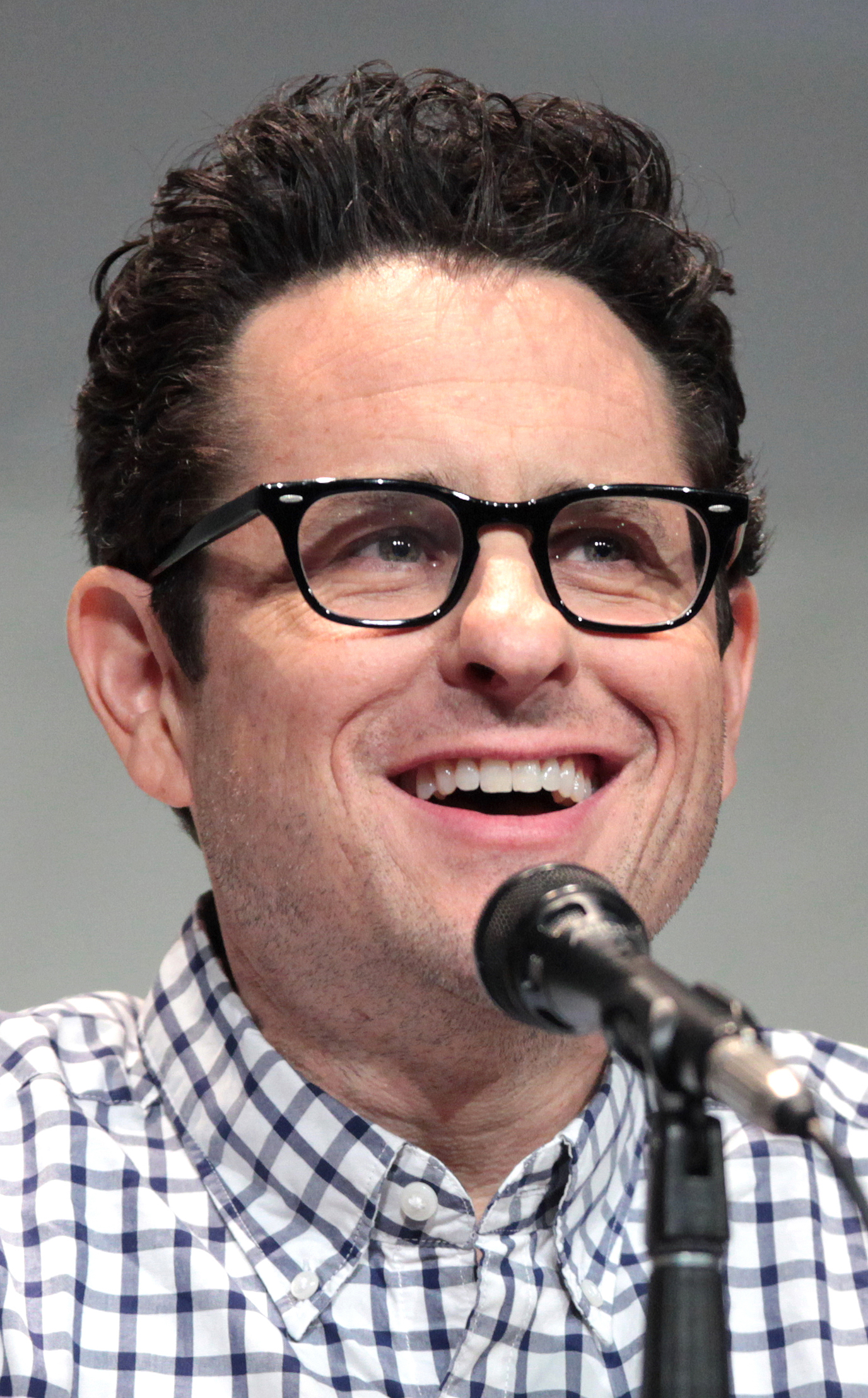
J. J. Abrams

Abrams è sposato con la PR Katie McGrath, con la quale ha avuto tre figli, August, Henry e Gracie.
È da molto tempo sostenitore del Partito democratico degli Stati Uniti e dal 1995 ha donato 176 000 dollari.

## Filmografia

### Regista

#### Cinema
- Mission: Impossible III (2006)
- Star Trek (2009)
- Super 8 (2011)
- Into Darkness - Star Trek (Star Trek into Darkness) (2013)
- Star Wars - Il risveglio della Forza (Star Wars: The Force Awakens) (2015)
- Star Wars - L'ascesa di Skywalker (Star Wars: The Rise of Skywalker) (2019)

#### Televisione
- Felicity – serie TV, episodi 1x13-1x14 (1998-2002)
- Alias – serie TV, episodi 1x01-1x22-2x22 (2001-2006)
- Lost – serie TV, episodi 1x01-1x02 (2004)
- The Office – serie TV, episodio 3x17  (2007)
- Anatomy of Hope – film TV (2009)
- Undercovers – serie TV - episodio pilota (2010)

### Sceneggiatore

#### Cinema
- Filofax - Un'agenda che vale un tesoro (Taking Care of Business), regia di Arthur Hiller (1990)
- A proposito di Henry (Regarding Henry), regia di Mike Nichols (1991)
- Amore per sempre (Forever Young), regia di Steve Miner (1992)
- Chi pesca trova (Gone Fishin), regia di Christopher Cain (1997)
- Armageddon - Giudizio finale (Armageddon), regia di Michael Bay (1998)
- Radio Killer (Joy Ride), regia di John Dahl (2001)
- Mission: Impossible III, regia di J. J. Abrams (2006)
- Radio Killer 2 - Fine della corsa (Joy Ride 2: Dead Ahead), regia di Louis Morneau (2008) - Soggetto
- Super 8, regia di J. J. Abrams (2011)
- Mission: Impossible - Protocollo fantasma (Mission: Impossible - Ghost Protocol), regia di Brad Bird (2011)
- Radio Killer 3 - La corsa continua (Joy Ride 3: Roadkill Unrated), regia di Declan O'Brien (2014) - Soggetto
- Star Wars - Il risveglio della Forza, regia di J. J. Abrams (2015)
- Star Wars - L'ascesa di Skywalker (The Rise of Skywalker), regia di J. J. Abrams (2019)

#### Televisione
- Felicity – serie TV (1998-2002) - Co-creatore serie con Matt Reeves e co-sceneggiatore
- Alias – serie TV (2001-2006) - Creatore serie e co-sceneggiatore
- Lost – serie TV (2004-2010) - Co-creatore serie con Damon Lindelof e Jeffrey Lieber e co-sceneggiatore
- The Catch – serie TV (2000)
- Undercovers – serie TV (2010) - Co-creatore serie con Josh Reims e co-sceneggiatore
- Fringe – serie TV (2008-2013) - Co-creatore serie con Alex Kurtzman e Roberto Orci e co-sceneggiatore

### Produttore

#### Cinema
- A proposito di Henry (Regarding Henry), regia di Mike Nichols (1991)
- Amore per sempre (Forever Young), regia di Steve Miner (1992)
- Tre amici, un matrimonio e un funerale (The Pallbearer), regia di Matt Reeves (1996)
- The Suburbans - Ricordi ad alta fedeltà, regia di Donal Lardner Ward (1999)
- Radio Killer (Joy Ride), regia di John Dahl (2001)
- Cloverfield, regia di Matt Reeves (2008)
- Star Trek, regia di J. J. Abrams (2009)
- Il buongiorno del mattino (Morning Glory), regia di Roger Michell (2010)
- Super 8, regia di J. J. Abrams (2011)
- Mission: Impossible - Protocollo fantasma (Mission: Impossible - Ghost Protocol), regia di Brad Bird (2011)
- Into Darkness - Star Trek (Star Trek into Darkness), regia di J. J. Abrams (2013)
- Infinitely Polar Bear, regia di Maya Forbes (2014)
- Mission: Impossible - Rogue Nation, regia di Christopher McQuarrie (2015)
- Star Wars - Il risveglio della Forza, regia di J. J. Abrams (2015)
- Star Trek Beyond, regia di Justin Lin (2016)
- 10 Cloverfield Lane, regia di Dan Trachtenberg (2016)
- Star Wars - Gli ultimi Jedi (Star Wars: The Last Jedi), regia di Rian Johnson (2017) – produttore esecutivo
- The Cloverfield Paradox, regia di Julius Onah (2018)
- Mission: Impossible - Fallout, regia di Christopher McQuarrie (2018)
- Overlord, regia di Julius Avery (2018)
- Star Wars - L'ascesa di Skywalker (The Rise of Skywalker), regia di J. J. Abrams (2019)

#### Televisione
- Felicity – serie TV (1998-2002)
- Alias – serie TV (2001-2006)
- Lost – serie TV (2004-2010)
- The Catch - episodio pilota scartato (2005)
- A proposito di Brian – serie TV (2006-2007) - solo produttore
- Six Degrees - Sei gradi di separazione (Six Degrees) – serie TV (2006-2007) - solo produttore
- Fringe – serie TV (2008-2013)
- Undercovers – serie TV (2010)
- Person of Interest (2011-2016) - solo produttore
- Alcatraz – serie TV (2012) - solo produttore
- Revolution – serie TV, episodio pilota (2012-2014) - solo produttore
- Almost Human – serie TV (2013-2014) - solo produttore
- Believe – serie TV (2014) - solo produttore
- Westworld - Dove tutto è concesso (Westworld) – serie TV (2016-2022) - solo produttore
- Roadies – serie TV (2016) - solo produttore
- 22.11.63 (11.22.63) – miniserie TV (2016) - solo produttore
- Castle Rock – serie TV (2018-2019) - solo produttore
- Little Voice – serie TV (2020) - solo produttore
- Lovecraft Country - La terra dei demoni (Lovecraft Country) – serie TV (2020) - solo produttore
- Challenger: The Final Flight – documentario (2020) - solo produttore
- La storia di Lisey – miniserie TV (2021) - solo produttore
- UFO (documentario) – documentario (2021) - solo produttore
- Presunto innocente (Presumed Innocent) – miniserie TV, 8 puntate (2024)
- Batman: Caped Crusader (2024) - solo produttore

### Attore
- A proposito di Henry (Regarding Henry) (1991)
- 6 gradi di separazione (Six Degrees of Separation) (1993)
- Diabolique (1996)
- The Suburbans - Ricordi ad alta fedeltà (The Suburbans) (1999)
- The Disaster Artist, regia di James Franco (2017) - cameo

### Compositore
- Nightbeast (1982)

### Effetti sonori
- Nightbeast (1982)

### Effetti visivi
- Mission: Impossible III (2006)

### Doppiatore
- Star Trek (2009)
- Star Wars - Il risveglio della Forza (Star Wars: The Force Awakens) (2015)
- Star Wars - L'ascesa di Skywalker (Star Wars: The Rise of Skywalker) (2019)

## Riconoscimenti
| Anno | Premio                                             | Categoria                                                                                             | Opera                     | Risultato       |
| ---- | -------------------------------------------------- | --- | ------------------------- | --------------- |
| 2002 | Emmy Award                                         | Miglior sceneggiatore esordiente per una serie drammatica                                             | Alias                     | Candidato/a     |
| 2004 | Producers Guild of America Award                   | Miglior dramma                                                                                        | Alias                     | Candidato/a     |
| 2005 | ASCAP Film and Television Music Awards             | Top serie TV                                                                                          | Lost                      | Vincitore/trice |
| 2005 | Directors Guild of America                         | Miglior regista                                                                                       | Lost                      | Candidato/a     |
| 2005 | Emmy Award                                         | Primetime Emmy Award come miglior regista esordiente per una serie drammatica – Episodio pilota       | Lost                      | Vincitore/trice |
| 2005 | Emmy Award                                         | Primetime Emmy Award come miglior serie drammatica esordiente                                         | Lost                      | Vincitore/trice |
| 2005 | Emmy Award                                         | Primetime Emmy Award come miglior sceneggiatore esordiente per una serie drammatica – Episodio pilota | Lost                      | Candidato/a     |
| 2006 | ASCAP Film and Television Music Awards             | Top TV Series                                                                                         | Lost                      | Vincitore/trice |
| 2006 | Producers Guild of America Award                   | Miglior dramma                                                                                        | Lost                      | Vincitore/trice |
| 2006 | Writers Guild of America                           | Miglior serie drammatica                                                                              | Lost                      | Vincitore/trice |
| 2007 | Academy of Science Fiction, Fantasy & Horror Films | Miglior regista                                                                                       | Mission: Impossible III   | Candidato/a     |
| 2007 | BAFTA Award                                        | Premio Best International                                                                             | Lost                      | Candidato/a     |
| 2007 | Producers Guild of America Award                   | Miglior dramma                                                                                        | Lost                      | Candidato/a     |
| 2007 | Writers Guild of America                           | Miglior serie drammatica                                                                              | Lost                      | Candidato/a     |
| 2008 | Emmy Award                                         | Miglior serie drammatica esordiente                                                                   | Lost                      | Candidato/a     |
| 2009 | Emmy Award                                         | Miglior serie drammatica esordiente                                                                   | Lost                      | Candidato/a     |
| 2009 | Writers Guild of America                           | Premio Long Form                                                                                      | Fringe                    | Candidato/a     |
| 2009 | Writers Guild of America                           | Miglior nuova serie                                                                                   | Fringe                    | Candidato/a     |
| 2010 | Emmy Award                                         | Miglior serie drammatica esordiente                                                                   | Lost                      | Candidato/a     |
| 2010 | Academy of Science Fiction, Fantasy & Horror Films | Miglior regista                                                                                       | Star Trek                 | Candidato/a     |
| 2010 | Empire Awards                                      | Miglior regista                                                                                       | Star Trek                 | Candidato/a     |
| 2010 | Producers Guild of America Award                   | Premio Theatrical Motion Picture                                                                      | Star Trek                 | Candidato/a     |
| 2011 | Scream Award                                       | Premio Best Science Fiction Movie                                                                     | Super 8                   | Vincitore/trice |
| 2011 | Scream Award                                       | Miglior sceneggiatura                                                                                 | Super 8                   | Vincitore/trice |
| 2011 | Scream Award                                       | Miglior regista                                                                                       | Super 8                   | Candidato/a     |
| 2011 | Scream Award                                       | Premio Holy Sh!t! Scene of the Year                                                                   | Super 8                   | Candidato/a     |
| 2011 | Phoenix Film Critics Society Awards                | Miglior film                                                                                          | Super 8                   | Candidato/a     |
| 2012 | Empire Awards                                      | Miglior fantasy                                                                                       | Super 8                   | Candidato/a     |
| 2012 | Saturn Award                                       | Miglior regista                                                                                       | Super 8                   | Vincitore/trice |
| 2012 | Saturn Award                                       | Miglior film di fantascienza                                                                          | Super 8                   | Candidato/a     |
| 2012 | Academy of Science Fiction, Fantasy & Horror Films | Miglior regista                                                                                       | Super 8                   | Vincitore/trice |
| 2012 | Academy of Science Fiction, Fantasy & Horror Films | Miglior sceneggiatura                                                                                 | Super 8                   | Candidato/a     |
| 2013 | Producers Guild of America Award                   | Premio Norman Lear                                                                                    |                           | Vincitore/trice |
| 2014 | Academy of Science Fiction, Fantasy & Horror Films | Miglior regista                                                                                       | Into Darkness - Star Trek | Candidato/a     |
| 2014 | Empire Awards                                      | Miglior fantasy                                                                                       | Into Darkness - Star Trek | Candidato/a     |
| 2014 | Saturn Award                                       | Miglior film di fantascienza                                                                          | Into Darkness - Star Trek | Candidato/a     |
| 2014 | Saturn Award                                       | Miglior regia                                                                                         | Into Darkness - Star Trek | Candidato/a     |
| 2014 | People's Choice Awards                             | Miglior film                                                                                          | Into Darkness - Star Trek | Candidato/a     |
| 2014 | People's Choice Awards                             | Miglior film d'azione                                                                                 | Into Darkness - Star Trek | Candidato/a     |
| 2014 | Critics' Choice Movie Award                        | Miglior film fantascientifico/horror                                                                  | Into Darkness - Star Trek | Candidato/a     |
| 2014 | Critics' Choice Movie Award                        | Miglior film d'azione                                                                                 | Into Darkness - Star Trek | Candidato/a     |